# Zwierzęta objęte ochroną gatunkową w Polsce (1952–1984)
Zwierzęta objęte ochroną gatunkową w Polsce (1952–1984) – lista taksonów zwierząt, które zostały objęte ochroną gatunkową według Rozporządzenia Ministra Leśnictwa z dnia 4 listopada 1952 r. w sprawie wprowadzenia gatunkowej ochrony zwierząt. Lista ta obowiązywała od 17 listopada 1952 roku do 1 lutego 1984 roku, kiedy to zastąpiła ją nowa lista z Rozporządzenia Ministra Leśnictwa i Przemysłu Drzewnego z dnia 30 grudnia 1983 r. w sprawie wprowadzenia gatunkowej ochrony zwierząt.
Rozporządzenie ministra leśnictwa z 4 listopada 1952 roku obejmowało ścisłą ochroną gatunkową 128 taksonów zwierząt.

## Owady (Insecta)
- Kozioróg dębosz (Cerambyx cerdo)
- Nadobnica alpejska (Rosalia alpina)
- Jelonek (Lucanus cervus)
- Biegacze (Carabus) – wszystkie gatunki
- Tęcznik (Calosoma) – wszystkie gatunki
- Trzmiele (Bombus) – wszystkie gatunki
- Paź żeglarz, czyli żeglarek (Papilio podalirius)
- Niepylak apollo (Parnassius apollo)
- Niepylak mnemozyna (Parnassius mnemosyna)
- Trupia główka (Acherontia atrops)

## Ryby (Pisces)
- Jesiotr zachodni (Acipenser sturio)

## Płazy (Amphibia)
- Jaszczur plamisty, czyli salamandra (Salamandra salamandra)
- Kumak nizinny i górski (Bombina bombina i Bombina variegata)
- Traszki (Molge) – wszystkie gatunki
- Huczek ziemny (Pelobates fuscus)
- Rzekotka drzewna (Hyla arborea)
- Ropucha zwyczajna (Bufo bufo)
- Ropucha zielona (Bufo viridis)
- Ropucha paskówka (Epidalea calamita)

## Gady (Reptilia)
- Żółw błotny (Emys orbicularis)
- Jaszczurka zwinka (Lacerta agilis)
- Jaszczurka żyworodna (Zootoca vivipara)
- Padalec (Anguis fragilis)
- Wąż Eskulapa (Elaphe longissima)
- Gniewosz plamisty, czyli miedzianka (Coronella austriaca)
- Zaskroniec (Natrix natrix) poza gospodarstwami rybackimi na wodach zamkniętych

## Ptaki (Aves)
- Gołąb siniak (Columba cenas)
- Synogarlica turecka (Streptopelia decaocto)
- Pardwa (Lagopus lagopus)
- Rząd mew i siewek (Laro-Limicolae) – wszystkie gatunki, z wyjątkiem następujących: bojownik batalion (Philomachus pugnax), słonka (Scolopax rusticola), bekas (Capella gallinago), bekasik (Limnocryptes minimus), dubelt (Capella media)
- Nury (Colymbi) – wszystkie gatunki
- Perkozy (Podicipedes) – wszystkie gatunki
- Łabędź głuchy (Cygnus olor)
- Tracz nurogęś (Mergus merganser)
- Tracz długodziób (Mergus serrator)
- Traczyk bielaczek (Mergus albellus)
- Kormoran czarny (Phalacrocorax carbo)
- Warzęcha (Platalea leucorodia)
- Bocian biały (Ciconia ciconia)
- Bocian czarny (Ciconia nigra)
- Czapla purpurowa (Aredea purpurea)
- Czapla biała (Egretta alba)
- Czapla siwa (Egretta garzetta)
- Ślepowron (Nycticorax nycticorax)
- Bąk (Botaurus stellaris)
- Bączek (Ixobrychus minutus)
- Kurki (Ralii)  – wszystkie gatunki, z wyjątkiem derkacza (Crex crex) i łyski (Fulica atra)
- Orzeł przedni (Aquilla chrysaetos)
- Orlik krzykliwy (Aquilla pomarina)
- Orlik grubodzioby (Aquilla clanga)
- Orzełek włochaty (Aquilla penneta)
- Orzeł bielik, czyli birkut łomignat (Haliaetus albicilla)
- Rybołów (Pandion haliaetus)
- Krótkoszpon gadożer (Circaetus gallicus)
- Pszczołojad (Pernis apivorus)
- Myszołów zwyczajny (Buteo buteo)
- Myszołów włochaty (Buteo lagopus)
- Kania ruda (Milvus milvus)
- Kania czarna (Milvus migrans)
- Sokół wędrowny (Falco peregrinus)
- Kobuz (Falco subbuteo)
- Drzemlik (Falco columbarius)
- Kobczyk (Falco vesperinus)
- Pustułka (Falco linnunculus)
- Pustułeczka (Falco naumanni)
- Błotniak popielaty, czyli łąkowy (Pygargus pygargus)
- Błotniak biały (Circus macrourus)
- Sęp płowy (Gyps fulvus)
- Sęp kasztanowaty (Aegypius monachus)
- Sowy (Striges) – wszystkie gatunki, z puchaczem (Bubo bubo) włącznie
- Jerzyk (Cypselus apus)
- Lelek kozodój (Caprimulgus europaeus)
- Kraska, czyli sinowronka (Coracias garrula)
- Zimorodek zwyczajny (Alcedo atthis)
- Żołna szczurek (Merops apiaster)
- Dudek (Upupa epops)
- Dzięcioły (Pici) – wszystkie gatunki z krętogłowem (Lynx torquilla) włącznie
- Gawron (Corvus frugileus)
- Kawka (Colaeus monedula)
- Orzechówka (Nucifraga caryocatactes)
- Szpak (Strunus vulgaris)
- Wilga (Oriolus oriolus)
- Płochacz halny (Prunella collaris) i płochacz pokrzywnica (Prunella modularis)
- Pokrzewki (Sylvidae) – wszystkie gatunki
- Sikory (Paridae) – wszystkie gatunki
- Kowalik bargiel (Sitta europaea)
- Pomurnik, czyli mentel (Tichodroma muraria)
- Pełzacze (Certhia) – oba gatunki
- Pluszcz, czyli kordusek (Cinclus cinclus)
- Strzyżyk (Troglodytes troglodytes)
- Drozd śpiewak (Turdus ericetorum)
- Drozd rdzawoboczny, czyli droździk (Turdus musicus)
- Drozd obrożny (Turdus torquatus)
- Drozd skalny (Monticola saxatilis)
- Słowik rdzawy (Luscinia megarhynchos)
- Słowik szary (Luscinia luscinia)
- Słowik podróżniczek (Luscinia svecica)
- Rudzik (Erithacus rubecula)
- Pleszka (Phoenicurus phoenicurus) i kopciuszek (Phoenicurus ochruros)
- pokląskwy (Saxicola) – wszystkie gatunki
- Kos czarny (Planesticus merula)
- Mysikrólik czubaty (Regulus regulus) i zniczek (Regulus ignicapillus)
- Dzierzby (Laniidae) – wszystkie gatunki
- Jemiołucha (Bombycilla garrulus)
- Muchołówki (Muscicapidae) – wszystkie gatunki
- Jaskółki (Hirudinidae) – wszystkie gatunki
- Skowronki (Alaudidae) – wszystkie gatunki
- Łuszczaki (Fringillidae) – wszystkie gatunki, z wyjątkiem wróbla domowego (Passer domestica) i wróbla mazurka (Passer montanus)
- Pliszki (Motacillidae) – wszystkie gatunki

## Ssaki (Mammalia)
- Ryjówki (Sorcidae) – wszystkie gatunki
- Kret europejski (Talpa europaea) – poza zamkniętymi ogrodami i szkółkami
- Jeż (Erinaceus europaeus) – poza zamkniętymi bażantarniami
- Jeż wschodni (Erinaceus roumanicus)
- Nietoperz (Chiroptera) – wszystkie gatunki
- Niedźwiedź (Ursus arctos)
- Kuna domowa (Mustela foina)
- Łasica łaska (Mustela nivalis)
- Norka, czyli nurka (Mustela lutreola)
- Gronostaj (Mustela erminea)
- Żbik (Felis silvestris)
- Pilchowate, czyli koszatkowate (Muscardinidae)
- Świstak (Marmota marmota) (podgatunek: świstak tatrzański)
- Bóbr (Castor europaeus)
- Łoś (Alces alces)
- Kozica (Rupicapra rupicapra)
- Żubr (Bison bonasus)